# Leonard Fuller
Leonard Franklin Fuller (Portland, Oregon, 21 de agosto de 1890 – Palo Alto, Califórnia, 23 de abril de 1987) foi um engenheiro eletricista estadunidense, pioneiro do rádio.

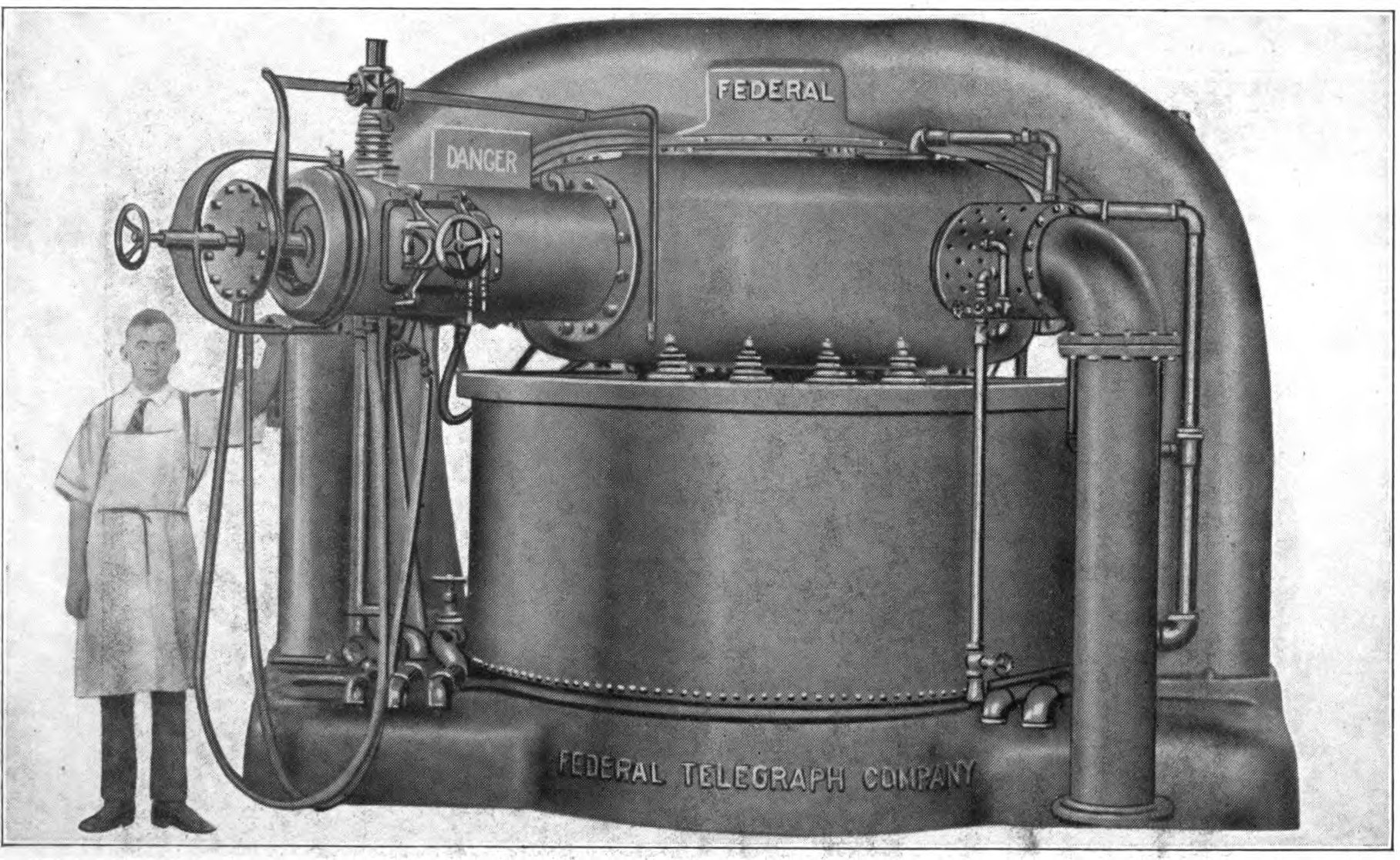
Transmissor a arco da Federal Telegraph Company após Poulsen para a Marinha dos Estados Unidos

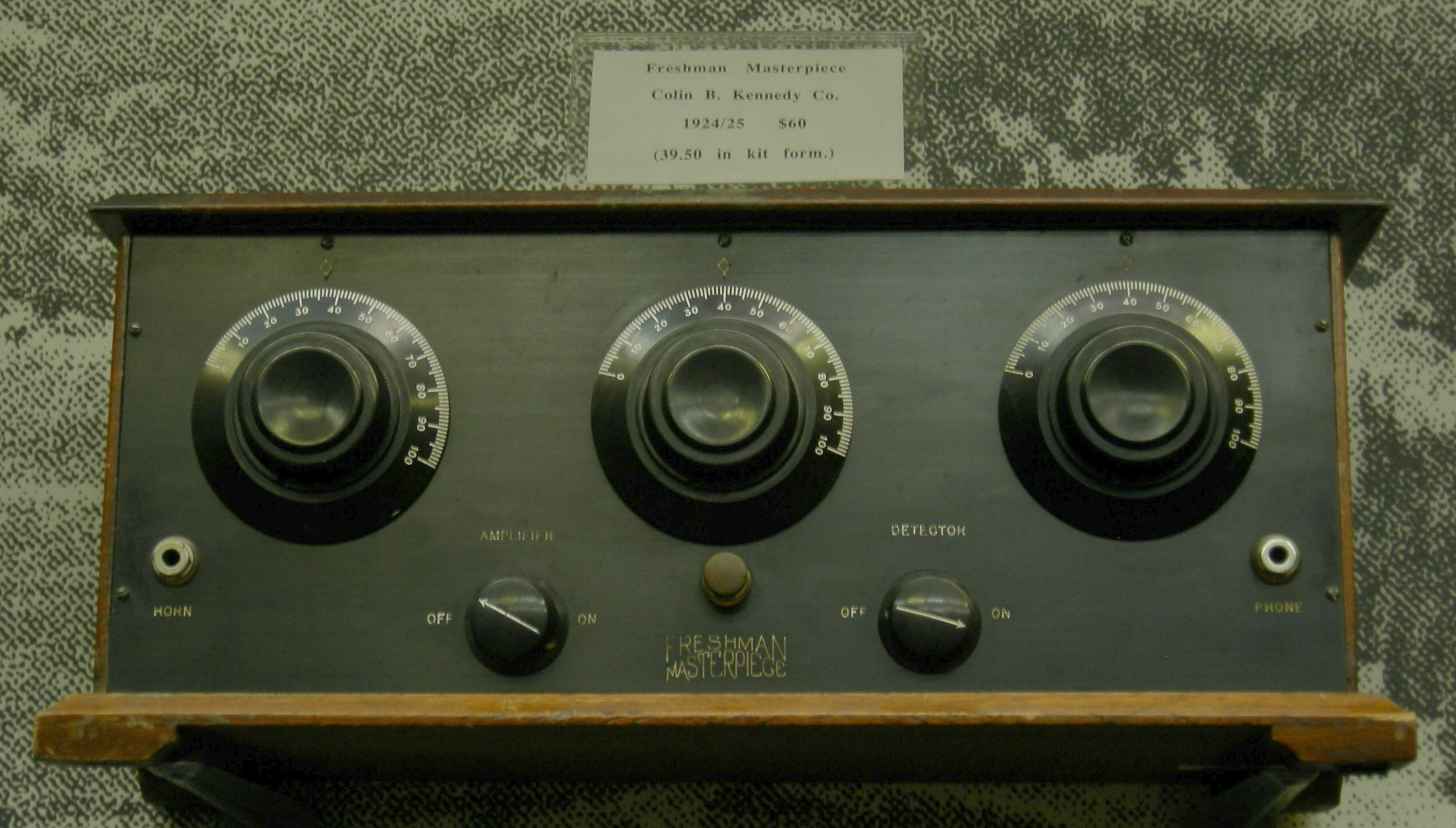
Rádio Freshman Masterpiece da Colin B. Kennedy Co. de 1925

## Vida
Fuller frequentou a Portland Academy que concluiu em 1908 e a Universidade Cornell com um mestrado em engenharia elétrica em 1912. Foi depois para a National Electric Signaling Company no Brooklyn e depois de alguns meses para a Federal Telegraph Company em São Francisco, Califórnia, onde foi engenheiro chefe em 1913. Lá construiu grandes transmissores a arco com capacidade de até 1 MW para o Exército dos Estados Unidos e a Marinha dos Estados Unidos. Foram instalados para comunicação transoceânica além dos Estados Unidos na França, Panamá, Havaí e Filipinas.
Na Primeira Guerra Mundial trabalhou no sistema de defesas anti submarinos no Conselho Nacional de Pesquisa e estudou ao mesmo tempo na Universidade Stanford, onde obteve um doutorado em engenharia elétrica em 1919.
Em 1919 fundou a Colin B. Kennedy Company em São Francisco, fabricante de aparelhos de rádio. Além disso trabalhou como engenheiro conselheiro para empresas do ramo elétrico. Em 1921/1922 instalou um sistema de telefone a rádio por cabo em linhas de alta tensão, o primeiro deste tipo. De 1923 a 1926 trabalhou com receptores de rádio na General Electric em Schenectady e depois em suas filiais em São Francisco na tecnologia de alta tensão e em aplicações de tubos de vácuo. Dentre outras coisas estabeleceu um elo de comunicação em linhas elétricas de alta tensão de Los Angeles para a Represa Hoover.
Depois retornou para a Federal Telegraph Company em sua fábrica em Palo Alto como vice-presidente executivo e engenheiro chefe.
De 1930 a 1943 foi professor de engenharia elétrica na Universidade da Califórnia em Berkeley. Como amigo de Ernest Lawrence ajudou na construção do primeiro cíclotron no Berkeley Radiation Laboratory. De 1946 até aposentar-se em 1954 foi professor da Universidade Stanford e coordenou contratos de pesquisa com a indústria.
Leonard Fuller obteve 24 patentes. Recebeu em 1919 o primeiro Prêmio Memorial Morris N. Liebmann IEEE. Foi fellow do Instituto de Engenheiros de Rádio, do Instituto Americano de Engenheiros Eletricistas e da American Physical Society.